# ترافيس وليامز (لاعب كرة قدم أمريكية)
ترافيس وليامز (بالإنجليزية: Travis Williams) هو لاعب كرة قدم أمريكية أمريكي، ولد في 14 يناير 1946 في إل دورادو في الولايات المتحدة، وتوفي في 17 فبراير 1991 في مارتينز في الولايات المتحدة.

## وصلات خارجية
- ترافيس وليامز على موقع مرجع كرة القدم المحترفة.كوم (الإنجليزية)